# Қ
Қ, қ 是一个在哈萨克语、塔吉克语、阿布哈兹语、和维吾尔语使用的西里尔字母，由 К, к 加上一下缘钩（descender）而成。另外，乌兹别克语和卡拉卡尔帕克语在苏联时期也使用这个字母。

## 音值
在哈萨克语和乌兹别克语为 /q/，在塔吉克语、阿布哈兹语为 /k/。

## 参看
以下的西里爾字母也被用於表示/q/音：
- Ӄ ӄ
- Ҡ ҡ
- Ԟ ԟ
- Ԛ ԛ
- Unicode中的西里爾字母